# Walter Reckless
Walter Reckless (1899–1988) – amerykański socjolog i kryminolog, twórca teorii kontroli powstrzymującej. W latach 50. i 60. XX wieku należał do grona amerykańskich badaczy (obok takich postaci jak Albert J. Reiss, David Matza, Jackson Toby, Francis I. Nye, czy Travis Hirschi), którzy jako pierwsi zaczęli rozwijać teorię kontroli społecznej.

## Ważniejsze publikacje
- Vice in Chicago (1933)
- Juvenile Delinquency (1932)(współautor: Mapheus Smith)